# Leptagrion croceum
Leptagrion croceum là loài chuồn chuồn trong họ Coenagrionidae. Loài này được Burmeister mô tả khoa học đầu tiên năm 1839.